# Henri Safran
Henri Safran (nascut el 7 d'octubre de 1932) és un director de cinema nascut a París que va treballar molt a Austràlia. Va treballar a la televisió francesa, després a Gran Bretanya, abans de traslladar-se a Austràlia el 1960 per treballar amb l'ABC. Es va convertir en ciutadà australià el 1963, però va tornar a Anglaterra el 1966 per treballar a la televisió britànica. Va tornar a Austràlia de nou a mitjans dels anys setanta.

## Filmografia selecta
- Jenny (1962) (telefilm)
- A Season in Hell (1964) (telefilm)
- A Sound of Trumpets (1964) (telefilm)
- Storm Boy (1976)
- Listen to the Lion (1977)
- Golden Soak (1979) (mini-series)
- Norman Loves Rose (1982)
- Bush Christmas (1983)
- The Wild Duck (1984)
- The Edge of Power (1987)
- The Rogue Stallion (1990)
- Flair (1990) (minisèrie)